# Agence France-Presse
« AFP » redirige ici. Pour les autres significations, voir AFP (homonymie).
L'Agence France-Presse (AFP) est une agence de presse internationale généraliste et multimédia, fondée en août 1944 à Paris pour prendre la suite d'Havas, la plus vieille agence de presse au monde. Elle a pour mission d'assurer une couverture rapide, complète, impartiale et vérifiée de l'actualité mondiale, dans tous les domaines et sous toutes ses formes : vidéo, photographie, texte, infographie et audio.
Elle est chargée de collecter, vérifier, recouper et diffuser l'information, sous une forme neutre, factuelle, destinée à être utilisée directement par tous types de médias (radio, télévision, presse écrite, sites internet) et également à servir de source et d'alerte pour les grandes entreprises et administrations.
Forte d'un réseau de 2 600 collaborateurs dont 1 700 journalistes actifs basés dans 260 villes à travers 150 pays, l’AFP est l'une des plus grandes agences de presse au monde avec Reuters et Associated Press. Elle fournit l'information en six langues : français, anglais, espagnol, portugais, allemand et arabe.
En 2022, elle a réalisé un chiffre d'affaires de 321,9 millions d'euros, porté par la vidéo, l'investigation numérique, l'activité pour les entreprises et les institutions.
Avec l'accord de la Commission européenne, l'État français compense la mission d'intérêt général remplie par l'AFP, pour un montant qui représentait au total en 2023 un tiers de son chiffre d'affaires. Dans le même temps, l'indépendance de l'AFP est garantie par la loi, qui lui interdit de « tenir compte d'influences ou de considérations de nature à compromettre l'exactitude ou l'objectivité de l'information », et qui lui interdit de même de « passer sous le contrôle de droit ou de fait d'un groupement idéologique, politique ou économique ».

## Histoire

### Avant 1944: l'Agence Havas
L'Agence France-Presse (AFP) a repris les locaux et les clients de l'Agence Havas fondée en 1835 par Charles-Louis Havas, fils de l'inspecteur royal de la Librairie de Rouen et devenu négociant en coton après la Révolution française. Charles-Louis Havas fait fortune dans les ports de Nantes et Lisbonne lors du transfert de la cour portugaise au Brésil, puis sur les obligations. Entièrement ruiné par la crise boursière de 1825, il crée, à Paris, le petit Bureau de traduction des journaux étrangers, futur Bureau de nouvelles puis reprend en 1832 la Correspondance Garnier, l'ex-Bureau Bornsteïn, fondé en 1811, et sa précieuse clientèle de plusieurs centaines de lecteurs outre-Rhin. Il rachète aussi la correspondance Degouve-Denainques et la correspondance de Paris, puis créé en 1835 l'agence des Feuilles politiques-Correspondance générale, expédiée dès 1838 aux Pays-Bas, en Belgique, Allemagne, Angleterre et « à quelques organes de l'opinion légitimiste dans les départements », en communiquant par le télégraphe de Chappe. Vers 1840, Havas et Delaire diffusent quatre services, dont trois dans le hors-média : une Correspondance politique pour les préfets et sous-préfets, une autre pour la presse départementale, et un petit bulletin aux membres du gouvernement, résumant les nouvelles de la veille et de la nuit. Pour les hommes d'affaires, une feuille synthétique résume des extraits de journaux, quelques faits boursiers et la cote des obligations. Les milliers de pigeons voyageurs d'Havas relient Paris, Londres et Bruxelles lors du krach de 1847.
En 1851, le premier câble trans-Manche l'amène à bifurquer vers le télégraphe électrique, utilisé par ses ex-employés installés à leur compte, Paul Julius Reuter et Bernhard Wolff. Juste avant sa retraite en 1852, Charles-Louis Havas se lance dans la publicité en entrant au capital du Bulletin de Paris, fondé en 1845 par Charles Duveyrier (1803-1866) pour servir La Presse d'Émile de Girardin. Sa régie donne aux journaux de toutes tailles l'accès à des publicités nationales et aux nouvelles, en échange d'espaces publicitaires réservés. Ses héritiers et les lois sur le télégraphe de 1878 favorisent ensuite l'avènement de la Petite presse. L'agence s'installe au 13 place de la Bourse, dans l'immeuble du restaurant Champeaux puis subit la concurrence des agences américaines, avant de profiter dans les années 1920 du boom de la publicité financière.

### Après-guerre
L'immeuble qui se trouvait en partie à l'emplacement de l'actuelle AFP fut le premier pris par les résistants, lors de la Libération de Paris. Le groupe de journalistes clandestins qui s'en empare diffuse la première dépêche de l'AFP le 20 août 1944, cinq jours avant l'arrivée des blindés du général Leclerc.
« Grâce à l’action des Forces françaises de l’intérieur, les premiers journaux libres vont paraître », révèle la dépêche.
L'AFP reprend le bâtiment de l'OFI, créé par Vichy à partir de l'agence Havas, que l'occupant avait transformé en officine de propagande, au mépris d'une histoire qui remonte à 1835. L'AFP a aussi hérité des structures nées sous l'occupation : l'Agence française d'information (AFI) lancée à Londres en 1940, l'Agence France-Afrique à Alger en 1942, et l'Agence d'information et de documentation (AID), créée en 1944.
Éric Schwab, l'un des premiers photographes travaillant pour l'AFP après la refondation de l’agence en août 1944, a été le témoin des horreurs que les Alliés ont découvert au fur et à mesure de la libération des camps de la mort en Allemagne.
Alors qu'Havas avait profité d'un cartel des agences, réservant à chacune sa part de la planète, l'AFP affronte un marché ouvert des agences de presse, imposé par la montée en puissance des trois Américaines, Associated Press, UPI et INS, à qui la jurisprudence a interdit les accords d'exclusivité. Près d'une dizaine d'agences rêvent alors d'une envergure mondiale, permettant de mutualiser les coûts entre un très grand nombre de clients.
L'AFP ne récupère qu'une partie du réseau international d'Havas, qui avait profité des déboires du rival Reuters au début des années 1920 pour augmenter sa capitalisation par étapes : 105 millions de francs en 1930 contre 28 millions en 1921, grâce à sa « vache à lait », la publicité financière, la bourse de Paris ayant quintuplé dans les années 1920.
La guerre d'Indochine provoque des remous durables à l'AFP. Dès avril 1947, le rédacteur en chef et futur élu au comité d’entreprise de l'AFP Gilles Martinet est écarté malgré le soutien de ses collègues journalistes,, le directeur général Maurice Nègre, cédant à la demande de l'amiral Georges Thierry d'Argenlieu, commandant en chef pour l'Indochine, qui lui reproche d'avoir refusé de censurer les déclarations et communiqués du Viêt-Minh. Des dépêches de Pierre Guillain, un des rares occidentaux à avoir passé la Seconde Guerre mondiale à Tokyo, au service de l'AFP, auteur de plusieurs scoops annonçant les difficultés françaises en Indochine, ne sont diffusées qu'aux clients étrangers et il part couvrir la décolonisation de l'Inde, où il se fait embaucher par Le Monde. Une grève des salariés de l'AFP ligués contre le PDG Maurice Nègre a obtenu que l'Etat relève ce dernier de ses fonctions, mais la décision n'est pas appliquée en raison d'un vice de forme, permettant à Maurice Nègre de reprendre ses fonctions au printemps 1950.
L'AFP subit dès 1951 la concurrence de l'ACP, créée par deux groupes de presse de gauche, mais s'allie avec les quotidiens du sud-est qui créent en 1967 l'agence Aigles. Elle affronte surtout Reuters, qui appartient depuis 1941 à la presse britannique, s'est reprise dans les années 1940, triplant son nombre des correspondants et son chiffre d'affaires. La presse anglophone, en Inde, Australie et Nouvelle-Zélande, est associée à son Reuters Trust, créé en 1941 pour garantir l'indépendance rédactionnelle. Le gouvernement britannique reste à l'écart, se gardant de rééditer les censures malheureuses de 1914-1918. Les pertes de Reuters sont effacées par les bénéfices d'une nouvelle filiale, Comtelburo (finances, matières premières) qui représente le tiers de son chiffre d'affaires en 1959. Ce succès pousse Reuters à se diversifier dans la finance dès le début de la décennie suivante.
Selon une thèse de doctorat d'histoire, dans un contexte difficile où la censure s’est installée sur de nombreux aspects de la guerre d’Algérie, et du fait de sa couverture des « événements » d'Afrique du Nord, l'AFP est concurrencée auprès de clients français par l'Agence centrale de presse, qui réussit à "avoir tout ce que l’AFP n’a pas", via Guy Claisse son correspondant à Tunis entre 1960 et 1962 et compte de nouveaux clients, Le Figaro et France-Soir, en plus d'une quarantaine de journaux provinciaux dès 1962.
En 1957, l'AFP comptait 25 bureaux en province, mais seulement 59 « outre-mer », dont 13 dans les colonies. Quarante ans après, elle aura 112 bureaux à l'étranger, presque deux fois plus, grâce au vote à l'unanimité par le parlement, le 10 janvier 1957, d'une loi garantissant son indépendance par un statut spécial, proche de celui de Reuters ou de l'Associated Press américaine, puisque la majorité des administrateurs seront désormais des éditeurs de presse. La clientèle internationale est développée par Jean Marin, ex-journaliste de Radio Londres, auteur de la maxime « l'AFP ne peut fonctionner que si celui qui paye ne commande pas ». Artisan du nouveau statut, élu président en 1957, il le reste jusqu'en 1975. Pour consolider l'expansion internationale, il veut un « Manuel de l'agencier », qui codifie les règles professionnelles, en 1971, année de rédaction de la charte internationale de déontologie. Entre-temps, Michel Debré réclame six représentants de l'État (au lieu de trois) au conseil d'administration de l'AFP, à qui il reproche de trop couvrir le GPRA et le FLN. Face à l'indignation des autres médias, il doit y renoncer. À Alger, Jean Euloge n'en est pas moins le seul journaliste autorisé sur la Semaine des barricades, grâce à ses « amis dans le milieu des activistes » en faveur de l'Algérie française.

### AFP aiguillonnée par la «Nouvelle Reuters» de la fin des années 1960
Dès le milieu des années 1960, l'écrasante domination du marché mondial par les agences de presse américaines, fortes de leur énorme marché intérieur, ne semble plus inéluctable. Reuters vient en effet de réussir une puissante percée commerciale, grâce à l'information économique et au Stockmaster, lancé en 1963 avec la start-up Ultronics Systems, en pleines spéculations sur les innovations technologiques, qui permet de lister des centaines de cours boursiers via une ligne téléphonique. Le Stockmaster et son réseau ADX deviendront le Nasdaq en 1973, l'année où Reuters lance le Money Monitor, forum de données entre banques. Reuters y gagne tellement d'argent, qu'elle peut se permettre de perdre 7 millions de sterling en 1978 sur l'information générale, où elle devient un rival redoutable pour AP et l'AFP. Dès 1970, les ventes d'information économique de Reuters pèsent deux fois plus que celles d'information générale.
| Année | Chiffre d'affaires en sterling |
| ----- | ------------------------------ |
| 1964  | 3,5 millions                   |
| 1970  | 10 millions                    |
| 1977  | 50 millions                    |

L'expansion de Reuters se fait en deux vagues : multiplication des ventes par quinze entre 1964 et 1974, puis par quatorze entre 1973 et 1983, malgré le refus de la coopérative Press Association d'apporter les 250 000 livres sterling réclamées en 1966. Les subventions du gouvernement britannique passent de 5 % du chiffre d'affaires en 1965 à 1,9 % dix ans après. Cette expansion se fait sans à coups, portée une rigoureuse gestion des coûts, et la rentabilité systématique dès 1965, car le PDG Gerald Long l'exige. Sa puissance remet en cause les partages de territoire. Dès 1968, Reuters est revenue en Amérique latine avec 32 journalistes et y crée en 1970 la coopérative Latin, réunissant sept pays. En 1967, elle rompt l'accord d'échange avec Associated Press (informations Américaines contre Britanniques), pour éviter la soulte de 200 000 dollars qu'AP lui réclame, en raison de la différence de taille entre les deux marchés. Reuters implante alors ses propres équipes aux États-Unis, montrant la voie à l'AFP, qui fera de même plus tard, en résiliant son accord d'échange avec AP. Reuters embauche aussi dans Visnews, qui emploiera 400 personnes dès 1983.
| Année | Effectifs Reuters à Londres | Effectifs Reuters hors d'Angleterre | Effectif total  |
| ----- | --------------------------- | ----------------------------------- | --------------- |
| 1964  | 699 personnes               | 653 personnes                       | 1 352 personnes |
| 1976  | 893 personnes               | 1 143 personnes                     | 2 036 personnes |

En retour, Associated Press implante ses équipes de journalistes en Angleterre, et plus tard en France. Reuters s'implante en Allemagne en 1979, renonçant à l'accord avec VWD, et s'attaque au marché français dès 1972, via un contrat d'échange avec l'Agence centrale de presse, rivale française de l'AFP. Jusque-là simple club de quotidiens régionaux, l'ACP en réunit pour la première fois dix en 1973, après avoir obtenu le flux mondial de Reuters, créant un manque à gagner de 1,7 million de francs pour l'AFP. Sur son marché intérieur, Reuters casse aussi les prix : en termes réels, les abonnements de la presse anglaise sont divisés par 4 entre 1965 et 1978, alors que dès 1984, Reuters emploie 514 journalistes à l'étranger contre 310 pour l'AFP.

### International, informatique, photo, vidéo et finance, les croissances de l'AFP
L'AFP ouvre un bureau à Pékin en 1958 puis acquiert de grands clients comme le Washington Post et le Los Angeles Times, après le scoop de Charles Biétry lors de la Prise d'otages des Jeux olympiques de Munich. L'expansion internationale accompagne celle de grands clients français : Le Monde triple sa diffusion en 20 ans, France-Soir dépasse le million d'exemplaires dans les années 1960. En 1974, la surenchère entre syndicats amène le SNJ à réclamer, sans l'obtenir, une taxe pour financer le changement de dimension de l'AFP. L'expansion se fait par autofinancement.
De 1977 à 1995, en 18 ans, l'AFP quadruple son chiffre d'affaires, tandis que celui du leader mondial, l'américain Associated Press, ne fait que doubler, malgré la quasi-disparition du rival américain United Press, qui avait encore en 1980 un chiffre d'affaires de 90 millions de dollars, 30 % supérieur à celui de l'AFP.
| Année | AFP          | Associated Press (AP) | Écart entre AFP et AP |
| ----- | ------------ | --------------------- | --------------------- |
| 1977  | 43 millions  | 100 millions          | 135 %                 |
| 1980  | 70 millions  | 140 millions          | 100 %                 |
| 1995  | 147 millions | 230 millions          | 56 %                  |
| 2011  | 335 millions | 627,6 millions        | 87 %                  |

Dès 1971, l'AFP utilise la transmission par satellite pour ses dépêches. En 1973, le conseil d'administration décide d'informatiser la rédaction, mission accomplie en 2 ans. Mais du retard sera pris pour les produits suivants : téléphotographie en 1985, minitel en 1986 et infographie en 1988.
En 1991, l'État n'assure plus que 50 % du chiffre d'affaires. Le PDG Claude Moisy lance un service d'informations financières en anglais, AFX News, coentreprise avec Extel, dont le Financial Times devient actionnaire en 1993. AFX News emploie 35 journalistes dans 13 villes d'Asie dès 1997 et sera vendue 16 millions d'euros en 2006. L'AFP commercialise en juin 1996 le premier « Journal Internet » et crée en 2001 un département AFP-TV, s'inspirant de Visnews, cofondé en 1957 par Reuters et la BBC.

### Période 1974-1989 marquée par les interventions de l'État
Après l'arrivée en France, en 1972, de Reuters, allié à l'ACP, l'AFP fait face à une hausse puis une baisse de la contribution de l'État. Valéry Giscard d'Estaing lance une grande réforme de l'ORTF en 1974. Son ministre de l'information Jean-Philippe Lecat reproche aussi à Jean Marin la couverture par l'AFP de la campagne présidentielle. Pour obtenir son départ, le gouvernement décide que les abonnements publics ne seront relevés que de 8,1 %, alors que l'inflation explose (13,7 % en 1974). Une partie des patrons de journaux finit par quasiment s'aligner sur la position de l'État. Ils proposent +10 %,. Les autres s'indignent de ces pressions. Jean Marin part. Trois ans après, l'État obtient aussi le départ de son successeur Claude Roussel, en utilisant la variable des abonnements publics comme un instrument de coercition : augmentée après l'arrivée de Claude Roussel, leur part dans le budget diminue deux ans après, alors que l'article 13 du statut prévoit qu'ils doivent simplement tenir compte des prix du marché.
| Année      | 1968 | 1976 | 1978 | 1982 | 1986 | 1987 | 1993 | 2005 | 2011 |
| Proportion | 55 % | 63 % | 61 % | 59 % | 56 % | 55 % | 48 % | 44 % | 40 % |

Le successeur Roger Bouzinac est lui remplacé après seulement un an par Henri Pigeat, premier énarque à diriger l'AFP et quatrième président de l'entreprise sous le septennat de Valéry Giscard d'Estaing. Toutes les agences de presse subissent alors le deuxième choc pétrolier. Une guerre des prix est lancée par l'américaine United Press International, qui cumule 24 millions de dollars de pertes en six ans. Arrivé en 1979, Henri Pigeat doit lancer la téléphotographie, mais le processus prendra six ans, l'État promettant une aide très importante sous forme de dotation en capital, puis la divisant par deux au motif qu'Henri Pigeat ne gère pas les coûts de manière assez compétitive. Pour l'AFP, cela se traduit par une grave crise financière, amenant les administrateurs presse à durcir le ton en 1986. Plusieurs menacent de démissionner, pour exiger l'application d'un nouveau « Plan Pigeat », prévoyant trois cents postes supprimés, dont 150 de journalistes, pour la plupart au siège parisien, ainsi que le déménagement à l'étranger de trois des desks. Un choc qui aurait été moins brutal et coûteux si ces suppressions avaient été effectuées plus tôt. Les syndicats, espérant réduire l'addition, s'en prennent alors violemment aux administrateurs représentant la presse et font durer la grève dix jours. En 1987, le concurrent ACP disparaît. Entre-temps, l'AFP a investi dans un service photo rénové et un service télématique calibré en écrans de 9 lignes, avec 6 rubriques, après avoir constaté que plusieurs clients pirataient ses dépêches pour leurs services télématiques.
Dans les années 1990, l'AFP développe sa couverture de l'économie : son importance quintuple en cinq ans, entre 1991 et 1995, année qui voit les ventes des services économiques dépasser cent millions de francs et s'introduit chez tous les grands distributeurs de cotations et d'analyses boursières à Paris. Au cours de la même période, l'AFP a renforcé son réseau nord- américain, l'année 1995 voyant la fin des accords d'échange de services, vieux de 125, ans entre l'AFP et l'Associated Press pour la couverture de leurs pays respectifs, en raison d'un désaccord sur les tarifs imposés par la partie américaine. Au Brésil, l'AFP voit le nombre de ses clients médias dépasser le nombre de ses clients médias français, grâce à son service en portugais.

### Dépenses et déficits découlant de la bulle Internet en 1998-2002
Les comptes de l'AFP font ressortir un bénéfice brut d'exploitation qui lui permet d'autofinancer largement ses investissements. Mais à court terme, son bénéfice net est amputé par des coûts de restructuration, en raison des pertes nettes apparues depuis 2000, en violation de l'article 12 de son statut d'indépendance, prévoyant que l'AFP ne peut rester en déficit. Sur fond de bulle Internet et de loi sur les 35 heures, les dépenses ont en effet progressé de 25 % entre 1998 et 2000, sous la présidence d'Eric Giuily, accusé par les syndicats d'avoir secrètement tenté de privatiser l’AFP pour « l'adosser à Vivendi ». La filiale AFX, qui sera revendue 16 millions d'euros en 2006, affiche un déficit béant en 2002. À partir de 2002, plusieurs plans de préretraites suppriment 110 emplois, pour un coût de 30 millions d'euros, qui dévore un bénéfice brut d'exploitation jusque-là consacré à l'autofinancement. Début 2004, l'AFP subit le désabonnement du Washington Post et de Metro. Pour donner une explication, son PDG Bertrand Eveno oppose les clients les uns aux autres, au mépris du principe des économies d'échelle, en déclarant ne pas vouloir que « la République des Pyrénées paie pour le développement de l’agence en Inde » et refusant le projet de diffuser en chinois et en russe.
| Année                                           | 1998  | 1999  | 2000  | 2001  | 2002  | 2003  | 2004  | 2005 | 2006  | 2007  | 2008  | 2009 | 2010 | 2011 | 2012 | 2013 | 2014  | 2015 |
| Chiffre d'affaires en euros                     | 202,9 | 211,9 | 235,3 | 244,8 | 249,8 | 242,4 | 246,6 |      | 262,7 | 270,9 | 272,2 | 281  | 281  | 280  |      |      | 288,2 |      |
| Effectif CDI + CDD[réf. nécessaire]             | NC    | NC    | NC    | NC    | NC    | 1443  | 1453  | 1420 | 1389  | 1370  | 1350  |      |      |      | NC   | NC   | NC    | NC   |
| Résultat brut d'exploitation[réf. nécessaire]   | 14,3  | 9,8   | 2,3   | 3,9   | –4,6  | 3,5   | 8,7   | 13,4 | 15,4  | 19    | 21,4  | 21,8 |      |      | NC   | NC   | NC    | NC   |
| Investissements non financiers[réf. nécessaire] | NC    | NC    | NC    | NC    | NC    | NC    | NC    | NC   | NC    | 13,7  | 12,6  | 12   | 11   |      | NC   | NC   | NC    | NC   |
| Résultat net                                    | 0,0   | 0,1   | –12,9 | –4,7  | –19,7 | –14,3 | –5,8  | 1,3  | 0,4   | 6,1   | 1     | 8,9  | 0,4  | 0,5  | NC   | NC   | NC    | NC   |

En 2003, la cession provisoire de l'immeuble parisien oblige l'AFP à le racheter progressivement jusqu'en 2011, via un crédit-bail. Une fois payées les annuités, elle consacre le reste de sa marge d'exploitation (19 millions d'euros en 2008 comme en 2007) à investir et réduire sa dette. Une provision de 5 millions d'euros est passée en 2008, en prévision d'un autre plan de départs, qui n'aura pas eu lieu. Fin 2008, le PDG est parvenu à ramener l'endettement à 37 millions d'euros (crédit-bail compris), soit seulement six semaines de chiffre d'affaires. Les travaux de déménagement, transformation du siège social et investissement dans un système informatique externalisé ont ensuite pesé sur les comptes. À l'automne 2007, la direction souhaite créer huit postes à l'international pour AFP TV, en supprimant des emplois dans les bureaux de province. Trois syndicats sur 5 réclament une grève puis y renoncent, faute d'une majorité suffisante lors d'un vote du personnel, tandis qu'un compromis est négocié pour répartir l'effort aussi au siège.

### États généraux de la presse et projet de privatisation
Selon le livre-enquête en forme de « plaidoyer pour la liberté d’informer » publié en janvier 2022 par Jean-Baptiste Rivoire sur la base d'une « masse précise » d'informations « souvent vécues de l’intérieur », les journalistes de l'AFP sont parvenus, au terme d'un « bras de fer », à sauvegarder leur indépendance et à éviter une privatisation pendant le quinquennat de Nicolas Sarkozy , contre laquelle les salariés de l'AFP ont réussi à mobiliser opinion et personnalités. Le livre analyse « comment le pouvoir politique et économique tente régulièrement de bâillonner l’info », via « l'intimidation, la menace et l'espionnage des journalistes », notamment les manœuvres de Nicolas Sarkozy, François Hollande et Emmanuel Macron, en lien avec quelques oligarques, sur fond de concentration des médias,,,. Selon cette enquête, la cheffe du service politique de l'AFP Sylvie Maligorne est en particulier parvenue, au fil du temps, à faire « acte de résistance », et imposer un rapport de force au parti du président.
Dès le 8 janvier 2008, Nicolas Sarkozy a annoncé des réformes pour les médias, détaillées les mois suivants. Le 20 mars, le PDG de l'AFP Pierre Louette révèle un projet visant à mettre fin au statut coopératif de l'AFP - qui n'a jamais eu d'actionnaires - pour en faire une société par actions, avec un « actionnaire public stable » et des salariés-actionnaires. Les syndicats dénoncent un double risque d'étatisation et de privatisation. Peu après, débute une polémique sur la couverture par l'AFP, jugée insuffisante, de communiqués UMP réagissant à la condamnation de Ségolène Royal dans l'affaire de ses ex-attachées parlementaires. Le 30 mai, Nicolas Sarkozy demande à Danièle Giazzi, députée UMP, « de formuler des propositions » pour les médias et annonce des états généraux de la presse écrite. Le rapport de Mme Giazzi, publié le 17 septembre, préconise d'ouvrir le capital de l'AFP, mais sans guère recueillir de soutien à l'UMP.
Le 23 octobre 2008, le gouvernement français demande la création d'une société par actions. Les six syndicats de l'AFP, SNJ, USJ-CFDT, SNJ-CGT, FO, SUD et CGC, lancent le 27 novembre 2008 une pétition électronique. Parmi les 22 000 signataires, nombre d'intellectuels et personnalités : Rony Brauman, Edgar Morin, Jacques Delors, Noam Chomsky, Jean Ziegler, Axel Kahn, Danielle Mitterrand ou Jean Peyrelevade. Les six syndicats recueillent ensuite 100 % des voix aux élections professionnelles de mars 2009, marquées par un bond de la participation : 63,7 % des inscrits, +8 points sur 2007. Les états généraux de la presse écrite ne soutiennent pas le projet de réforme, qui n'est même pas abordé. Le gouvernement demande quand même au PDG de l'effectuer, mais sans insister beaucoup. Les salariés déclenchent aussi grèves et manifestations. Début 2010, Pierre Louette quitte l'AFP avant la fin de son second mandat. Son successeur Emmanuel Hoog annonce que le changement de statut n'est plus à l'ordre du jour.

### Nouvelle tentative de changement du statut en 2011: la proposition de loi sénatoriale
Le 16 mai 2011, une proposition de loi est discrêtement déposée au Sénat par Jacques Legendre, visant à changer le statut de l'AFP. Cette fois, plus question d'ouvrir le capital de l'entreprise, mais plutôt de réduire la présence des éditeurs de presse au conseil d'administration de l'AFP, sans diminuer celle de l'État, l'auteur de la proposition de loi estimant que ces administrateurs bloquent le développement de l'AFP. Cinq des six syndicats de l'AFP appellent à une assemblée générale le 23 mai : grève et motion de défiance contre la direction sont votées à l'unanimité, moins 10 abstentions. La SDJ demande à son tour un « référendum du personnel ». Le 1er juin, le PDG accepte de recevoir les syndicats. La CFDT est la dernière à se prononcer, d'abord en trouvant le texte flou, puis par un communiqué du 6 juin, demandant au gouvernement de « laisser l’AFP travailler »,,,. Le lendemain, une nouvelle grève de 24 heures est votée et le 8 juin, le Sénat renonce à inscrire la proposition de loi à l'ordre du jour de sa session parlementaire de juin,. En juillet, Olivier Baube, de la SDJ, est élu administrateur de l'AFP avec 37 % des voix chez les journalistes contre 34 % pour Samir Douaihy, candidat de l'ADIAFP, association rivale créée en 2009 pour défendre l'indépendance de l'AFP et 22 % à une liste des syndicats FO-Unsa-SNJ.
Le 17 août, Le Canard enchaîné publie la copie d'un devis de 114 400 euros de Media9, société de Pierre-Jérôme Hénin, un ami de Nicolas Sarkozy, qui était jusqu'en 2009 porte-parole adjoint de l'Elysée, détaillant un lobbying via « une cartographie des adversaires/alliés », au sein des différents syndicats de l'AFP, encore divisés au mois de juin,, afin de leur faire « avaler » la réforme. Le service proposé par Pierre-Jérôme Hénin, inclut une charte des « éléments de langage » qui renomme « sérénité intérieure » la « paix sociale », « permettant l’assimilation du changement en interne ». Daté du 1er juillet et publié intégralement par Mediapart,, le devis est suivi d'une lettre de Media9 dix jours après, confirmant au PDG de l'AFP Emmanuel Hoog les tarifs demandés. La direction, qui juge « nécessair » une évolution « pour améliorer la gouvernance de l'agence », et « se mettre en conformité avec les exigences du droit » européen, déclare que « des propositions lui sont faites régulièrement », mais qu'elle « n’a pas donné suite ». Mal reçues, ces informations publiées dans plusieurs éditions successives du Canard enchaîné ont " suscité un certain émoi" dans cette entreprise "malgré les démentis de la direction sur la signature d'un contrat" et déclenché un "appel solennel" de la Fédération européenne des journalistes à "tous les syndicats nationaux qui la composent pour exiger ensemble l’arrêt immédiat de l’accord avec Média9". Au sein de l'AFP une motion de défiance est votée par 88% du personnel le 8 septembre,, avec une participation de 58%,,,, le PDG ayant finalement échoué "à diviser les syndicats". Après le changement de majorité au Sénat du 25 septembre 2011, c'est l'abandon de la proposition de loi,, jusque-là principalement souhaitée par le PDG Emmanuel Hoog qui conserve cependant son poste.

### Projet de statut de 2014: deux parlementaires au Conseil supérieur?
À partir de 2012, le déménagement et l'externalisation du logiciel IRIS pèsent sur les coûts de l'AFP. Le député Michel Françaix propose que l'État finance le développement de l'AFP par la création d'une société par actions portant le matériel informatique, dont il deviendrait actionnaire. Les capitaux propres ainsi apportés sont cependant très modestes : 8 millions d'euros, soit 3 % du chiffre d'affaires annuel. Michel Françaix propose aussi de réduire de huit à cinq le nombre d'éditeurs de presse au conseil d'administration (sur quinze administrateurs). Pour éviter d'être accusé de renforcer le poids de l'État, qui conserve cinq représentants, dont deux pour l'audiovisuel public, il propose que cinq administrateurs soient désignés par le conseil supérieur de l'AFP, jusque-là proche de ce qui existe chez le concurrent Reuters.
Mais au passage, l'Assemblée nationale bouleverse les équilibres au sein de ce conseil supérieur, en votant en commission l'entrée en son sein de deux parlementaires (un député et un sénateur) en plus des autres membres. Jusque-là, le conseil supérieur était composé de deux magistrats, élus en assemblée générale du Conseil d'État et de la Cour de cassation, d'un représentant des syndicats nationaux de journalistes, et de trois patrons de l'audiovisuel et de la presse quotidienne, ainsi que deux membres cooptés par les six autres. Les instances de supervision des grands médias concurrents de l'AFP n'incluent pas de représentation des assemblées politiques, qu'il s'agisse du Reuters Trust, du BBC Trust ou du conseil d'administration d'Associated Press, où ne siègent que des représentants des journaux membres de la coopérative américaine.
La proposition de loi augmente le nombre d'administrateurs de l'AFP, de 15 à 18, le nombre d'élus salariés passant de deux à trois. Ce changement de statut a été contesté par quatre syndicats (CGT, FO, SUD, CFE-CGC) de l'AFP, ayant réuni 62 % des voix aux élections professionnelles, qui ont appelé à une grève de 24 heures en estimant que ce projet « vide le statut de 1957 de son essence » et ne correspond pas à ce que préconisait le rapport du député Michel Françaix. Ils dénoncent aussi le fait que le matériel technique utilisé par les journalistes pour leur production d'informations de tous les jours (informatique, réseaux, etc.) sera placé dans une filiale distincte, d'où une perte d'indépendance et une moindre protection des sources d'information.
L'AFP est condamnée le 20 novembre 2015 par la cour d'appel de Toulouse pour discrimination syndicale.

### Changement de statut en 2015 dans un contexte difficile

#### Augmentation du financement de l'État (depuis 2016)
L'AFP change de statut au cours de l'année 2015 pour se mettre en conformité avec le droit européen par la loi no 2015-433 du 17 avril 2015. Le financement de l'AFP par l'État est ainsi modifié et se structure en deux composantes :
- les compensations financières au titre des missions d'intérêt général (MIG) ;
- les abonnements commerciaux de l'État.

Le COM 2014-2019 entre l'AFP et l'État est signé le 15 juin 2015. Cependant, devant l'importance des difficultés rencontrées par l'AFP dans un contexte de crise de la presse écrite, l'État décide de dévier de la trajectoire définie par le COM et alloue une dotation supplémentaire de 1,6 million d'euros au titre de l'année 2016. L'écart s'amplifie largement en 2017 avec une dotation augmentée de 4,3 millions d'euros par rapport aux prévisions du COM. De fait, les perspectives de croissance du chiffre d'affaires inscrites dans le COM étaient optimistes, le chiffre d'affaires réalisé en 2015 est ainsi inférieur de 1,6 million d'euros aux prévisions initiales.
Entre 2014 et 2017, l'AFP perd dix millions d'euros de recettes et enchaîne en 2018 une cinquième année consécutive en déficit. L'AFP est directement et fortement affectée par la crise traversée par la presse, qui commande globalement moins de contenu ou qui revoit ses abonnements à la baisse.
| Année                                            | 2014   | 2015   | 2016   | 2017   | 2018   |
| Financement prévu par le COM                     | 119,72 | 126,68 | 127,48 | 127,88 | 127,88 |
| dont paiement au titre des MIG                   |        | 105,02 | 105,82 | 106,22 | 106,22 |
| dont paiement au titre des abonnements de l'État |        | 21,66  | 21,66  | 21,66  | 21,66  |
| Financement inscrit en loi de finances           |        | 126,7  | 129,1  | 132,47 | 131,48 |
| dont paiement au titre des MIG                   |        |        |        | 110,82 | 109,82 |
| dont paiement au titre des abonnements de l'État |        |        |        | 21,66  | 21,66  |
| Écart                                            |        | 0      | + 1,62 | + 4,59 | + 3,59 |

L'AFP renoue avec les bénéfices en 2019, pour la première fois depuis 2013. Son résultat net a depuis été chaque année positif. Il s'est élevé à 1,1 million d'euros en 2023. La dette, d'un montant de 50,2 millions d'euros début 2017, s'établissait fin 2023 à 26,9 millions d'euros.
En juillet 2025, l'AFP annonce une volonté de réaliser entre 12 et 14 millions d'euros d'économies sur 2025 et 2026 avec notamment de nombreux départs non remplacés.

## Identité visuelle (logo)

Logos de l'AFP
De 2003 à 2012.
De 2012 à 2020.
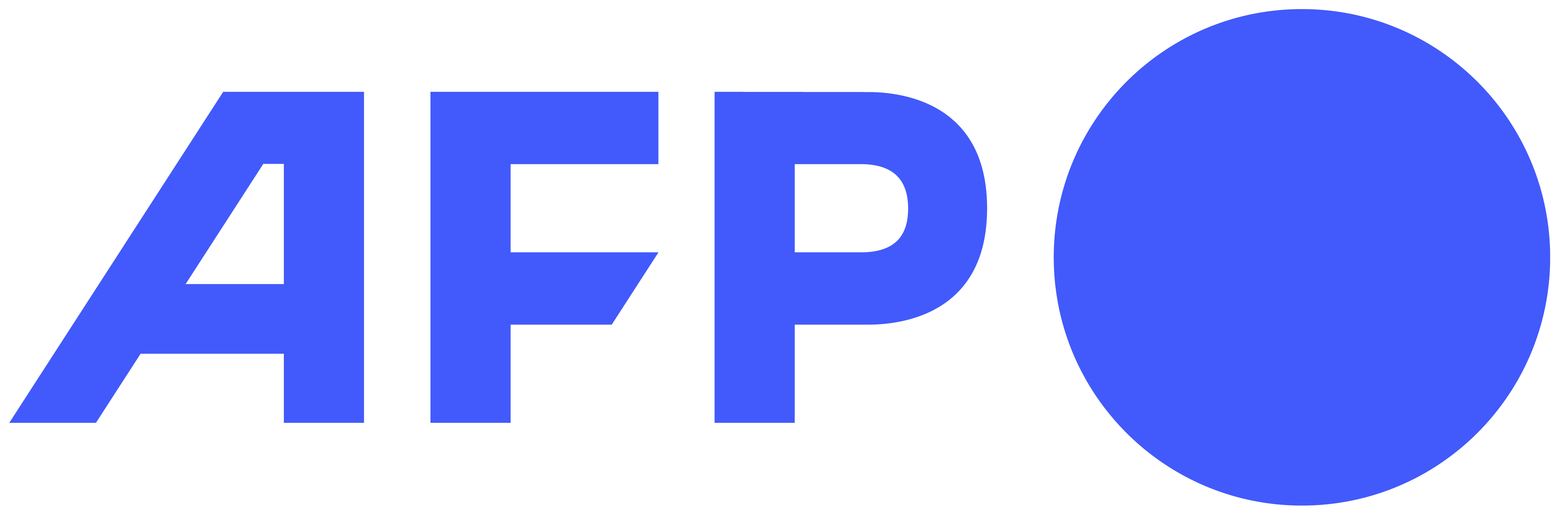
Depuis 2020.

## Six langues diffusées et150 payscouverts par cent nationalités
Basée à Paris, l'AFP couvre 150 pays, grâce à un réseau de correspondants dans 260 villes, dont cinq centres régionaux :
- Washington (Amérique du Nord) ;
- Hong Kong (Asie-Pacifique) ;
- Montevideo (Amérique latine) ;
- Nicosie (Moyen-Orient) ;
- Paris (Europe et Afrique).

L’AFP déclare employer 2 600 personnes de cent nationalités différentes, dont 1 700 journalistes. Elle informe en six langues (français, anglais, espagnol, allemand, portugais et arabe), 24 heures sur 24.
Sur son site dédié au fact-checking, l'AFP publie ses articles en 26 langues, 20 autres venant s'ajouter aux six susmentionnées : bengali, birman, bulgare, catalan, coréen, croate, finlandais, grec, hindi, hongrois, indonésien, malais, néerlandais, polonais, roumain, serbe, slovaque, suédois, tchèque et thaïlandais.
Au début du XXIe siècle, l'étranger représente la moitié des ventes commerciales et les abonnements aux ministères, préfectures, ambassades, agences et services publics pèsent pour 40 % du chiffre d'affaires. En 2022, les deux tiers du chiffre d’affaires de l’entreprise proviennent des revenus commerciaux.

## Statut d'indépendance et de neutralité

### Statut particulier
Le statut particulier de l'AFP fut créé par la loi du 10 janvier 1957, votée à l'unanimité par l'Assemblée nationale, à la suite des souhaits de Jean Marin (président de l'AFP de 1954 à 1975). La réflexion avait été initialement lancée en 1954 au sein de deux groupes de travail, fusionnés en février 1955, par décret du président du Conseil Pierre Mendès France, en une commission « chargée d'étudier les réformes de l'AFP et de préparer un projet de statut ». Le projet de statut est approuvé en juillet 1955 au sein de la commission, puis en août par les employés de l'AFP, mais présenté en séance plénière à l'Assemblée en juillet 1956.
L'AFP est « un organisme autonome doté de la personnalité civile » au « fonctionnement assuré suivant les règles commerciales ». Sa mission est « de rechercher, tant en France qu’à l’étranger, les éléments d’une information complète et objective » et de les « mettre à la disposition des usagers ». Le spécialiste de droit public Jean Waline y voit une personne morale de droit public sui generis ou innommée. Mais le Conseil d'État l'a qualifiée d'organe de droit privé sui generis, dans un avis d'assemblée du 10 juin 2004 relatif au statut juridique du siège de l’AFP.
L'AFP est gouvernée par un conseil d'administration de 18 membres en plus du PDG :
- 5 représentants des directeurs de journaux quotidiens
- 3 représentants du personnel de l'AFP élus à bulletins secrets
- 2 représentants de la radio et de la télévision française
- 3 représentants des services publics : le ministre de l'Économie, le ministre des Affaires étrangères et le ministre de la Culture nommant chacun un représentant
- 5 personnalités qualifiées ;
- le président-directeur général (PDG), choisi par le conseil d'administration en dehors de ses membres, élu par au moins 12 voix sur 16, pour un mandat de 3 ans renouvelable[120].

Une commission financière composée de deux membres de la Cour des comptes et d'un expert désigné par le ministre de l’Économie et des Finances surveille sa gestion financière.
La loi de 1957 a également institué un conseil supérieur de 8 membres, inspiré par le modèle du Reuters Trust, qui veille au respect par l’AFP de la mission impartie par ses statuts, et reçoit les plaintes des usagers ou des professionnels. Généralement qualifié de juridiction administrative spéciale (Jean Waline) ou d'autorité administrative indépendante (Rapport 2001 du Conseil d'État), il peut sanctionner le PDG. Le 10 décembre 2014, l'Assemblée nationale examine une proposition de loi prévoyant de modifier en profondeur la composition du conseil supérieur, notamment avec l'arrivée d'un député et d'un sénateur, ce qui n'est pas prévu dans le Reuters Trust.

### Infiltration par le KGB
Les archives Mitrokhine montrent que l'agence France-Presse a été infiltrée avec succès à Paris et à l'étranger. Ses notes identifient six agents et deux contacts confidentiels à l'AFP recrutés entre 1956 et 1980. « Le plus haut gradé, nom de code 'Lan', a été recruté sous fausse bannière par un homme d'affaires, nom de code 'Dragun', en 1969 et payé 1 500 francs par mois, dont on lui a dit qu'ils provenaient de la société italienne Olivetti, soi-disant soucieuse d'avoir à l'intérieur informations sur la politique du gouvernement français », indiquent les archives.

### Contestations
Le contenu éditorial a été plusieurs fois contesté. Le député UMP Frédéric Lefebvre s'est plaint en 2008 auprès du conseil supérieur que sa réaction à une condamnation de Ségolène Royal n'ait pas été reprise. L'AFP a répliqué que « L'affaire de la condamnation de Mme Royal a été largement traitée sur les fils de l'AFP, qui ne saurait par ailleurs répercuter systématiquement les très nombreux communiqués qu'elle reçoit. Le choix de traiter ou pas un communiqué dépend de sa valeur informative ». À l'inverse, des associations de la gauche radicale déplorent la trop grande couverture accordée à Nicolas Sarkozy ; tandis que l'intersyndicale déplore l'insuffisante protection des sources des journalistes.
Depuis 2008, la privatisation de l'agence est un sujet récurrent,.
En 2022, Arrêt sur images publie un article opinant que l'AFP diffuse des éléments de la propagande russe via son partenariat avec l'agence de presse d'État russe Sputnik. La plateforme AFP Forum propose des clichés de Vladimir Poutine pris par des photographes de Sputnik qu'ASI juge « flatteurs, ou du moins conformes à ce qu'en attend Poutine » et les légendes de certaines photographies proposées par l'AFP via son partenariat avec Sputnik reprennent la ligne russe, présentant la Crimée comme un territoire russe ou Marioupol comme une ville de la république populaire de Donetsk. L'AFP tente de remédier à ce problème en apposant un avertissement précisant l'origine des images, ce qui est jugé insuffisant par le chroniqueur Tristan Mendès France ; et en reversant à la Croix-Rouge la commission qu'elle perçoit sur toute vente de la production de Sputnik jusqu'à l'issue de l'invasion de l'Ukraine par la Russie.
En novembre 2023 Fabrice Fries, son président, et Phil Chetwynd, son directeur de l'Information, furent invités par la commission de la Culture du Sénat à s'expliquer sur la couverture du conflit entre Israël et le Hamas, et en particulier, concernant cette organisation, sur le choix de l'Agence de ne pas utiliser le terme « terroriste » sans attribuer directement l’utilisation de ce mot ou sans utiliser des guillemets. Fries et Chetwynd ont fait valoir qu'il s'agissait d'une politique éditoriale de longue date de l'Agence.

### AFP Factuel
Fin 2016, un programme de partenariat a été conclu entre l'AFP via AFP Factuel et Facebook portant sur des activités de « fact-checking » dans le cadre du programme de « vérification des informations » mis en place par Meta. Certains syndicats, comme le Syndicat national des journalistes (SNJ) au sein de l'AFP, ont pointé les limites d'un partenariat qui repose « sur le financement d'un seul acteur privé qui utilise qui plus est ce type de partenariat dans le but de redorer son image ». Selon Challenges, en interne, on évoque « un contrat d'1 million d'euros pour la seule année 2018 ». Mais, « la direction a fait savoir qu'elle ne communiquait pas sur les chiffres de ce contrat ».
En 2023, l’AFP indique compter plus de 140 journalistes fact-checkeurs qui travaillent sur les cinq continents en 26 langues et autant de sites dédiés — comme, par exemple, en anglais ou espagnol — selon des règles éditoriales et éthiques précises[source insuffisante]. Un « Manuel du fact-checking à l'AFP », détaillant les « règles éditoriales » afin de « vérifier les affirmations trompeuses ou mensongères qui circulent de manière virale et qui ont un impact significatif sur la couverture de l'actualité par les médias ainsi que sur le discours public », est également disponible.
En janvier 2025, peu avant la prise de pouvoir officielle de Donald Trump, Mark Zuckerberg annonce la fin du programme du fact-checking aux États-Unis en expliquant qu'il a donné lieu à trop d'erreurs, à la surprise des partenaires de presse qui contribuaient au programme. Il estime que « les vérificateurs de faits, ont tout simplement fait preuve de trop de partialité politique et ont détruit plus de confiance qu'ils n'en ont créée ». Meta annonce se « débarrasser des fact-checkers » pour « les remplacer par des notes de la communauté, similaires à X ».

## Affaires judiciaires
En 2011, l'AFP est condamnée pour l'utilisation de photos sans le consentement de leur auteur, le photographe haïtien Daniel Morel.
En octobre 2017, l'AFP est condamnée pour diffamation envers le Front national. L'agence avait imputé en 2016 au Front national des pratiques fiscales opaques ou frauduleuses dans le cadre du scandale des Panama Papers,.
L'AFP est condamnée en 2017 pour « discrimination syndicale » à l'encontre de la CGT.
Le 14 février 2025, l’AFP est visée par une plainte pour harcèlement moral par l’une de ses journalistes ainsi que par un signalement de l’Inspection du travail sur de possibles autres cas. La plainte vise l’AFP, une cheffe de service et une responsable des ressources humaines.

## Financement par une convention pluriannuelle
L'AFP n'a pas d'actionnaires, mais dispose de capitaux propres résultant de ses excédents bruts d'exploitation.
Son statut, défini par une loi de 1957 votée à l'unanimité par l’Assemblée nationale française, prévoit une indexation des abonnements des services publics (40 % du chiffre d'affaires en 2004) sur le coût des transmissions télégraphiques et sur le montant des abonnements des clients privés, dans le cadre d'une convention pluriannuelle, afin de limiter les rendez-vous avec l'État. En 2011, les abonnements de l'État représentaient 115 millions d'euros.
Avec ce statut, les journalistes revendiquent l'indépendance absolue de la ligne éditoriale en soulignant que le montant des abonnements est fixé à l'avance, ce qui assure à l'entreprise une visibilité à moyen terme.
La pérennité de ce mode de financement est garantie par la jurisprudence de la Cour de justice de l'Union européenne, via l'Arrêt Altmark, qui autorise le financement d'entreprises privées comme l'AFP, ou comme les écoles privées, à condition de respecter quatre critères, dont l'accomplissement d'une mission d'intérêt général. L'article 14 de la loi de 1957 sur le nouveau statut prévoit que l'AFP ne peut être dissoute, avec interdiction de liquider ses actifs, même en cas de pertes, pour éviter tout chantage à la faillite.
Le rôle de l'État a souvent été critiqué : ainsi, après les pertes financières apparues lors des crises monétaires et pétrolières de la période 1979-1982, l'État a proposé en 1982 à l'AFP d'éponger les pertes par un prêt, en échange d'un plan à dix ans ; les projets de restructuration des effectifs sont alors repoussés. Les administrateurs issus de la presse s'inquiètent des hésitations de l'État et poussent l'AFP, entre 1986-1987, à la restructuration des effectifs, soit la suppression de 150 postes.

## Secteur de la vidéo
L'AFP développe le secteur de la vidéo. Elle propose en plus de la vidéo de l'actualité nationale et internationale, des flux vidéo « Live » dans le monde entier avec l’ouverture de régies à Paris, Hong Kong et Washington pour une couverture 24h/24 et 7j/7. En 2019, une cellule digitale est aussi créée pour réaliser des formats photo/vidéo à destination des réseaux sociaux.
Illustration de cette priorité donnée au journalisme visuel, l’AFP a nommé pour la première fois en 2019 un journaliste issu de la photo, Sylvain Estibal, directeur de la région Moyen-Orient et Afrique du Nord, l’une de ses 7 directions régionales, et pour diriger ses bureaux de Bangkok et de Rangoon, l’agence a choisi deux anciens journalistes vidéo. Stéphane Delfour, ancien rédacteur en chef vidéo France a été nommé directeur du bureau de Bangkok et à Rangoon, Richard Sargent, ancien rédacteur en chef vidéo Asie qui prend alors la tête du bureau.
L'AFP annonce le 10 juin 2024 la nomination de Mehdi Lebouachera, comme son prochain rédacteur en chef central, en succession de Sophie Huet. Mehdi Lebouachera a notamment travaillé en Amérique centrale et à Mexico en tant que journaliste reporter d'images, avant de devenir rédacteur en chef vidéo pour l’Amérique latine. Il a ensuite été nommé rédacteur en chef central vidéo à Paris, puis depuis septembre 2021 rédacteur en chef de la région Asie-Pacifique.

## Secteur de l’audio
Durant les années 1980 et sous l’impulsion d’Henri Pigeat, l’AFP développe un service à destination des radios associatives et privées, nommé AFP-Flash. Sous la direction d'Alain Faudeux, ce service se professionnalise et fonctionne comme une entreprise autonome au sein de l'AFP. Depuis 1985 et à défaut de pouvoir diffuser de la publicité, l'AFP audio est déficitaire accusant une perte de 30 millions de francs, soit entre deux et quatre millions chaque année. Par conséquent, l'AFP se désengage progressivement avec l'arrivée de la publicité sur les radios locales.
L’AFP Audio est rachetée par le groupe Lagardère avant de devenir l’agence A2PRL en 2004. L'agence est détenue depuis 2014 par le groupe toulousain Mediameeting.
Depuis 2021, l'AFP réutilise la marque AFP audio dans le cadre d'une nouvelle offre de services.

## Sur les réseaux sociaux
Le 28 février 2015, l'AFP annonce par erreur la mort de Martin Bouygues. L'information sera relayée sur tous les réseaux sociaux avant d'être démentie quelques minutes plus tard par TF1, filiale du groupe Bouygues, dont Martin Bouygues est l'actuel PDG.

## Présidents
Les dix premières années de son existence, l'AFP n'avait qu'un directeur. À partir de 1957, un président est élu pour trois ans.
Cinq des dix présidents de l'AFP ont fait plus d'un mandat. Henri Pigeat est resté 7 ans, tandis que Jean Marin, le président à l'origine du statut d'indépendance et de neutralité, 21 ans, soit sept mandats consécutifs. L'élection en 1978 de Roger Bouzinac, ancien des cabinets ministériels et premier non-journaliste à la tête de l'entreprise, avait provoqué la démission d'Hubert Beuve-Méry, patron du Monde pour dénoncer « le fait du prince » : le gouvernement avait d'abord envisagé de nommer un ambassadeur de France, puis des administrateurs représentant des médias publics s'étaient alliés à une partie des éditeurs de presse. Seul PDG à n'avoir pas fini son premier mandat, avec Éric Giuily, il est victime d'une motion de défiance des salariés, sur une question de déontologie. Henri Pigeat est parti après une grave crise financière et politique, sur fond de dumping de l'agence concurrente, United Press International, disparue peu après.
| Année                   | Nom                 |
| ----------------------- | ------------------- |
| 1944-1945               | Martial Bourgeon    |
| 1945                    | François Crucy      |
| 1945-1947               | Maurice Nègre       |
| 1947-1950               | Paul Louis Bret     |
| 1950-1954               | Maurice Nègre       |
| 1954-1975               | Jean Marin          |
| 1975-1978               | Claude Roussel      |
| 1978-1979               | Roger Bouzinac      |
| 1979-1986               | Henri Pigeat        |
| 1987-1990               | Jean-Louis Guillaud |
| 1990-1993               | Claude Moisy        |
| 1993-1996               | Lionel Fleury       |
| 1996-1999               | Jean Miot           |
| 1999-2000               | Éric Giuily         |
| 2000-2005               | Bertrand Eveno      |
| 2005-2010               | Pierre Louette      |
| 2010-2018               | Emmanuel Hoog       |
| depuis le 12 avril 2018 | Fabrice Fries       |

## Journalistes notables
- Éric Schwab (1910-1977), photojournaliste français.
- Jean Huteau (1919-2003), journaliste français.
- Henri de Turenne (1921-2016), journaliste et scénariste français.
- Bernard Ullmann (1922-2008), journaliste français.
- Jean Mauriac (1924-2020), journaliste et écrivain français.
- François Pelou (1924-2019), journaliste français.
- Paul Noirot (1923-2010), journaliste et écrivain français.
- Paul Guihard (1931-1962), journaliste français, tué d'une balle dans le dos lors d'un reportage dans le Mississippi.
- Georges Bendrihem (1932-1995), photo-journaliste français.
- Bernard Cabanes (1933-1975), journaliste français, victime d'un attentat à la bombe.
- François de Closets (1933-), journaliste et essayiste français.
- Xavier Baron (1942-), journaliste français, spécialiste du Proche-Orient.
- Yves Bourgade (1942-), journaliste et critique dramatique et musical.
- Jean Leclerc du Sablon (1942-2012), journaliste français.
- Charles Biétry (1943-), journaliste sportif français.
- Jean-Claude Delmas, (1943-), photojournaliste français.
- Michel Castex (1943-), journaliste français.
- Kate Webb (1943-2007), journaliste néo-zélandaise.
- Pierre Favier (1946-), journaliste français, spécialiste de politique.
- Pierre-Antoine Donnet (1953-), journaliste français, spécialiste de la Chine et du Tibet.
- Pierre Haski (1953-), journaliste français.
- Sylvie Kauffmann (1955-), journaliste française.
- Lilya Boudjourova (1958-), correspondante en Ukraine.
- Michèle Léridon (1958-2021), journaliste française, ancienne membre du CSA.
- Michel Moutot (1961-), journaliste et écrivain, lauréat du prix Albert-Londres en 1999.
- Patrick Baz (1963-), photojournaliste franco-libanais.
- Karyn Nishimura-Poupée (1970-), journaliste française, spécialiste du Japon
- Ahmad Sardar (en) (1974-2014), journaliste afghan, tué par les talibans.
- Javier Manzano (en) (1975-), photojournaliste mexicain, lauréat du prix Pulitzer en 2013.
- Shah Marai (1977-2018), photojournaliste afghan basé à Kaboul, tué dans un attentat à la bombe.
- Benjamin Sportouch (1977-), journaliste et animateur français.
- Massoud Hossaini (1981-), photojournaliste afghan, lauréat du prix Pulitzer en 2012.
- Arman Soldin (1991-2023), journaliste reporter d’images franco-bosnien, tué lors d’une attaque de roquettes en Ukraine.
- Christina Assi (1995-), photographe libanaise, grièvement blessée par un tir d'obus, israélien selon une enquête de l'AFP[162], le 13 octobre 2023 dans le sud du Liban. Aux côtés de son collègue Dylan Collins, elle porte la flamme olympique le 21 juillet 2024 à Vincennes (France), pour, dit-elle, « rendre hommage à celles et ceux tombés » en faisant leur métier de journaliste[163],[164].
- Sameer Al-Doumy (1998-), photojournaliste syrien.

## Distinctions
Cette section ne s'appuie pas, ou pas assez, sur des sources secondaires ou tertiaires indépendantes du sujet. Le texte peut contenir des analyses inexactes ou inédites de sources primaires.
Pour l'améliorer, ajoutez-en, ou placez des modèles {{Source secondaire souhaitée}} ou {{Source secondaire nécessaire}} sur les passages mal sourcés. (août 2024)
L’AFP a été élue « meilleure agence de l’année » en 2020 et 2021 par l’AIB (Association of international broadcasters).
Deux photographes ont remporté un prix Pulitzer pour une photo AFP : Massoud Hossaini en 2012 pour la photo d’une fillette en pleurs après un attentat suicide à Kaboul (1er prix catégorie « Breaking News »), et Javier Manzano en 2013 pour la photo de deux rebelles syriens dans un local éclairé par les rais de lumière filtrant à travers des impacts de balles (1er prix catégorie « Photo Magazine »).
Le « World Press Photo of the Year » est revenu trois fois à un photographe AFP : Hocine Zaourar en 1998 pour la photo d’une femme en pleurs devant un hôpital à Alger, Ronaldo Schemidt en 2018 pour le cliché d’un homme en feu lors d’affrontements à Caracas, et Yasuyoshi Chiba en 2020 pour la photo de jeunes manifestants à Khartoum.
Le Prix Albert Londres est revenu cinq fois à des journalistes de l’AFP : Patrick Meney en 1983, Sammy Ketz en 1988, les journalistes du bureau de Moscou de l’AFP en 1995 (Isabelle Astigarraga, Boris Bachorz, Marielle Eudes, Paola Messana, Catherine Triomphe, Stéphane Orjollet, Sebastian Smith, Bertrand Rosenthal et Jean Raffaelli), Michel Moutot en 1999 et Emmanuel Duparcq en 2011.
Cinq collaborateurs de l’AFP ont remporté le prix Rory Peck : Pacôme Pabandji en 2014, Zein Al-Rifai en 2015, Will Vassilopoulos en 2016, Luis Sequeira en 2019 et Solan Kolli en 2021.
Le Visa d’Or (catégorie News) est revenu quatre fois à des photographes de l’AFP (Georges Gobet en 2003, Bülent Kilic en 2015, Aris Messinis en 2016, Guillermo Arias en 2019) alors que Sameer Al-Doumy a remporté le Visa d’Or humanitaire en 2022.
Enfin l’AFP a été distinguée par les « Covering Climate Now journalism awards » en 2021 (photos de Josh Edelson) et en 2022 (collectif, catégorie « vidéo – short feature »).

## Archives
- Des papiers de l'Agence France-Presse sont conservés aux Archives nationales, site de Pierrefitte-sur-Seine, sous la cote 9 AR : Inventaire du fonds.